# 馬舍韋
52°5′19″N 32°48′5″E / 52.08861°N 32.80139°E
馬舍韋（烏克蘭語：Машеве），是烏克蘭北部的村莊，隸屬切爾尼希夫州的諾夫霍羅德-錫韋爾斯基區。該村始建於1400年，面積1.87平方公里，海拔高度155米，2001年人口868，人口密度每平方公里464.2人。